# Aspidoras rochai
Aspidoras rochai är en fiskart som beskrevs av Ihering, 1907. Aspidoras rochai ingår i släktet Aspidoras och familjen Callichthyidae. Inga underarter finns listade.